# 横山味噌醤油醸造店
株式会社横山味噌醤油醸造店（よこやまみそしょうゆじょうぞうてん）は、鹿児島県鹿児島市に本社を置く日本の調味料メーカーである。「かねよ」の商標による味噌・醤油を製造している。
販売部門の子会社として有限会社かねよみそしょうゆがある。

## 事業所
本社・工場
- 鹿児島県鹿児島市南栄3丁目30番2号

第2加工工場
- 鹿児島県鹿児島市谷山港2丁目4番7号

配送センター
- 鹿児島県鹿児島市下荒田3丁目4番2号

鹿屋営業所
- 鹿児島県鹿屋市川西町3998番地1

大阪営業所
- 大阪府岸和田市土生町4139

## 沿革
- 1912年2月 - 創業者・横山栄蔵が鹿児島市下荒田町において味噌醤油の製造を始める。
- 1924年12月 - 合資会社横山味噌醤油醸造店 創立
- 1953年 - カネヨ味噌、第4回全国調味食品類技術鑑評会において特選賞を受賞
- 1969年 - 麦麹の｢やまぶき味噌｣の発売を開始
- 1974年6月 - 本社・工場を下荒田より南栄に移転する。品質重点の観点から、国内有数の近代的設備の精麹機「トムゼット」を導入する。
- 1975年8月 - 沖縄営業所を設立
- 1977年4月 - 鹿屋営業所を設立
- 1978年4月 - 横山則秋が2代目社長に就任
- 1978年11月 - 全国への麦味噌の普及のため、大阪に営業所を設立
- 1980年11月 - ｢母ゆずり淡口｣の発売を開始
- 1981年8月 - ｢母ゆずり濃口｣の発売を開始
- 1987年7月 - 販売部門を｢有限会社カネヨ販売｣として独立
- 1989年 - ｢濃口醤油上級｣、第16回全国醤油品評会において優良と認められる。
- 1990年4月 - ｢まろみめんつゆ｣の発売を開始
- 1991年4月 - 谷山1号用地において、「めんつゆ」、および、「ぽんず」専用の第2工場を作る。
- 1991年11月 - ｢生果汁ぽんず｣の発売を開始
- 1992年 - 「濃口醤油上級」、第19回全国醤油品評会において優良と認められる。「黒糖醤油 甘口さしみ」の発売を開始
- 1994年3月 - 全国に鹿児島の麦味噌、醤油を普及させるため、本格的に通信販売を開始
- 2002年6月 - 味噌製造環境充実のため、精麹機2代目「トムゼット」を導入する。
- 2004年7月 - 精麹機3代目「トムゼット」を導入する。
- 2005年6月 - 現代の家庭環境やリサイクルの観点から、少量の紙容器タイプ紙パック500｢母ゆずり濃口｣、｢母ゆずり淡口｣、「黒糖醤油 甘口さしみ」の発売を開始
- 2009年2月 - 台湾で開催された食品展示会に参加する。
- 2009年11月 - 紙パック500｢あったら便利つゆ」の発売を開始
- 2009年11月 - ｢かごしま中央駅まつり｣に｢ふるまい鍋｣で参加する。
- 2010年4月 - 鹿児島の味・食文化をさらに広げるために、横山栄作が3代目社長に就任
- 2012年8月 - カネヨの料理教室を開催
- 2012年9月 - 使い切りパック｢あったら便利つゆ」の発売を開始
- 2013年6月 - 使い切りパック｢まろみ めんつゆ」の発売を開始
- 2016年7月 - 大皿料理シリーズ｢南国かごしまの台所」の発売を開始
- 2017年10月 - 母ゆずりり濃口｢卓上用ボトル」の発売を開始
- 2019年5月 - 「原点回帰」と「みそしょうゆ屋の可能性」の思いを込めて、有限会社カネヨ販売を「有限会社かねよみそしょうゆ」に社名変更
- 2019年8月 - あったら便利シリーズ｢あったら便利な酢」の発売を開始
- 2019年10月 - ｢鹿児島黒豚麦みそ」の発売を開始
- 2020年6月 - 卓上ボトルシリーズ｢あったら便利な酢 卓上用」の発売を開始
- 2023年3月 - 製造部門の「合資会社横山味噌醤油醸造店」を株式会社に変更。

## 主な商品

### 醤油
- こいくち
- うすくち
- さしみ
- あまくち
- 母ゆずり濃口
- 母ゆずり淡口
- 黒糖醤油 甘口さしみ
- 濃口醤油上級

### 味噌
- やまぶき味噌
- 薩摩みそ 鹿児島 生
- 米すり 朝一番
- お茶うけみそ
- 鹿児島黒豚麦みそ
- 酢みそ

### その他調味料
- めんつゆ
- あったら便利つゆ
- まろみ めんつゆ
- ぽんず
- 生果汁ぽんず
- あったら便利な酢